# 江東区立辰巳小学校
江東区立辰巳小学校（こうとうくりつ たつみしょうがっこう）は、東京都江東区辰巳1丁目にある区立小学校。

## 概要
- 当校は、辰巳団地専用の学校として、団地建設と同時に建設されて、開校した。

## 沿革
- 1967年（昭和42年） - 校舎建設[2]。
- 1968年（昭和43年）
  - 4月1日 - 設立[1]。
  - 9月2日 - 開校。
- 2008年（平成20年）2月 - 耐震補強工事等完了[3]。
- 2018年（平成30年）
  - 1月 - 外1園校舎その他改修工事完了[3]。
  - 9月 - 辰巳小学校開校50周年。

## 通学区域
出典
- 辰巳1丁目（1番34号～1番44号、5番6号、5番12号、6番10号、7番28号、9番～12番）
- 辰巳2丁目（全域）
- 辰巳3丁目（全域）

## 進学先中学校
出典
公立中学校に進学する場合
- 江東区立辰巳中学校

## 交通
- 東京メトロ有楽町線辰巳駅（出口1）から、すぐそば。
- 都営バス「辰巳駅前」バス停より、
  - 1番のりばから、徒歩約360m・約6分。
    - 停車系統は、「東15」系統東京駅八重洲口行（平日朝1本のみ）と「門19」系統門前仲町行（始発と終発の2本は、枝川、塩浜一丁目経由）。

  - 2番のりばから、徒歩約360m・約6分。
    - 停車系統は、「錦13乙」系統錦糸町駅前行。

  - 3番のりばから、徒歩約360m・約6分。
    - 停車系統は、「錦13乙」系統深川車庫行と「門19」系統東京ビッグサイト・深川車庫行。

  - 4番のりばから、徒歩約400m・約6分。
    - 停車系統は、「江東区コミュニティバス「しおかぜ」・江東01」系統辰巳一丁目北方面経由潮見駅前行。

## 学校周辺
- 江東きっずクラブ辰巳 - 同一建物内。
- 江東区立辰巳幼稚園 - 同一建物内で、かつ進学前幼稚園のひとつ。
- 江東区立辰巳中学校 - 同一敷地内で、かつ主な進学先中学校。
- 辰巳一丁目アパート - 敷地が隣接。
- 江東区立辰巳第三保育園 - 辰巳一丁目アパート敷地内で、かつ進学前保育園のひとつ。
- 江東区立辰巳第二保育園 - 辰巳一丁目アパート敷地内で、かつ進学前保育園のひとつ。
- 東京都立辰巳の森緑道公園 - 三ッ目通りをはさんで、敷地が隣接。
- 東京メトロ有楽町線辰巳駅
- 辰巳少年野球場 - 辰巳中学校の敷地に隣接。
- 辰巳地盤地下観測所
- 東京都港湾局高潮対策センター
- 江東区立辰巳児童館
- 辰巳運河
- 江東区立第二辰巳小学校
- 首都高速道路
  - 湾岸線
    - 辰巳第一PA
    - 辰巳第二PA

  - 深川線
  - 辰巳JCT
- 国道357号
- 東京都道319号環状三号線
- 日本赤十字社辰巳ビル
- ワイズマート辰巳店
- 公文式辰巳駅前教室